# 彭埠街道
彭埠街道，中国浙江省杭州市上城区所辖街道办事处，位于钱塘江北岸。总面积14.76平方千米，总人口3.3万人。铁路杭州东站与杭州汽车东站（已拆除）位于境内。1984年9月建制为彭埠乡；1986年6月撤乡设镇；2014年12月撤镇设街。

## 辖区
彭埠街道现辖：
- 社区(17)：新塘社区、彭埠社区、皋塘社区、章家坝社区、御道社区、云峰社区、五堡社区、六堡社区、七堡社区、红五月社区、普福社区、建华社区、兴隆社区、新风社区、茶亭苑社区、杨家桥社区、王家井社区。

- 东站西子国际
- 位于四堡的钱江铁路新桥、彭埠大桥 (1991年)和彭埠大桥 (2022年)
- 元宝塘公园
- 新塘社区